# Adib Ishak
Adib Ishak (en arménien : Ադիբ Իսհակ), (en arabe : أديب إسحاق), né le 21 janvier 1856 à Damas et mort le 12 juin 1885 à Hadeth, est un écrivain, poète, journaliste, et intellectuel ottoman d'origine arménienne,, actif au sein de la vie culturelle syro-libanaise et égyptienne de la fin du XIXe siècle.

## Biographie
Adib Ishaq est né à Damas au sein d'une famille arménienne de confession catholique, originaire d'Erzeroum. Il fut élève du Collège des Lazaristes de Damas. Sa famille, qui fut sauvé par Abdel Kader pendant les massacres de 1860, émigra par la suite à Beyrouth, où son père fut fonctionnaire des services postaux.
Adib s'avera y être un enfant précoce. Jeune enfant, il écrivait de la poésie et il fut publié.
A la demande du Consul de France, Andromaque fut jouée par un orphelinat de jeunes filles, à Beyrouth ; l'argent recueilli fut distribué aux pauvres.
En 1873, il est membre fondateur de la société littéraire "Zahrat el Edèb" (la Fleur des Lettres).
En 1874, il devient rédacteur du journal Al-Takaddom.
A l'age de vingt cinq ans, il voyage à Paris où il travaille à la Bibliothèque nationale.
En 1879, il rencontre Victor Hugo qui connaissait déjà les Arméniens. L'illustre maitre lui exprima son admiration et l'appela : "le génie de l'Orient". (Fakkar, p. 97 & 134). Abdallah Naaman précise que Victor Hugo a déclaré après l'entretien avec le jeune Adib Ishâq : "Ce matin j'ai reçu le génie de Syrie" !, faisant à son insu un joli alexandrin. (Naaman, page 1356).
Il fonde à Paris un journal (Misr al-Qahira) qui ne durera pas longtemps. Le climat ne lui réussissant pas à Paris, Adib Ishaq y attrape la tuberculose au cours des neuf mois de séjour. Il y publie une série d'articles sous le titre provocants "Crachats d'un tuberculeux" (Nafat-that masdur).
De retour à Beyrouth en 1881, il va en Égypte. Il y est un des fondateurs du journal El Misr ("l'Egypte"). Il y collabore avec le réformateur Djemal Al-Afghani qui l'encourage aussi à fonder le journal al-Tidjara.
Adib Ishaq fut aussi un des fondateurs du théatre moderne en Égypte. Il collabore avec Slim Taqla, Salim Khalil al-Naqqash, Ysuf al-Khayyat. Ses pièces adaptées du francais à l'arabe sont :
- Andromaque de Racine en ajoutant quelques mélodies de sa composition,
- une pièce historique Charlemagne
- et la Belle Parisienne à laquelle il donna un autre titre arabe (Les Miracles du Hasard).

Il fait deux aller-retours entre Beyrouth-Égypte entre 1881 et 1885. Adib Ishaq meurt hélas trop jeune en 1886...
Dans les années 1880, il a appartenu à la loge "Mawfal al Watani" au Caire, affiliée au Grand Orient de France.